# Скадар (Осечина)
Скадар је насеље у Србији у општини Осечина у Колубарском округу. Према попису из 2022. било је 463 становника.
У селу се налази Црква брвнара Вазнесења Господњег, која представља непокретно културно добро као споменик културе.
- Скадар - панорама
- Скадар - панорама
- Скадар - панорама
- Скадар - панорама
- Скадар - панорама
- Скадар - панорама

## Демографија
У насељу Скадар живи 606 пунолетних становника, а просечна старост становништва износи 43,6 година (42,4 код мушкараца и 44,9 код жена). У насељу има 213 домаћинстава, а просечан број чланова по домаћинству је 3,46.
Ово насеље је великим делом насељено Србима (према попису из 2002. године), а у последња три пописа, примећен је пад у броју становника.
|  |

| Демографија | Демографија | Демографија |
| Година      | Становника  | Становника  |
| ----------- | ----------- | ----------- |
| 1948.       | 1.237       |             |
| 1953.       | 1.234       |             |
| 1961.       | 1.160       |             |
| 1971.       | 1.060       |             |
| 1981.       | 933         |             |
| 1991.       | 822         | 820         |
| 2002.       | 736         | 738         |

| Етнички састав према попису из 2002.‍ | Етнички састав према попису из 2002.‍ | Етнички састав према попису из 2002.‍ | Етнички састав према попису из 2002.‍ | Етнички састав према попису из 2002.‍ |
| ------------------------------------ | ------------------------------------ | ------------------------------------ | ------------------------------------ | ------------------------------------ |
|                                      |                                      |                                      |                                      |                                      |
| Срби                                 | Срби                                 |                                      | 734                                  | 99,72%                               |
| непознато                            | непознато                            |                                      | 2                                    | 0,27%                                |

| Година пописа     | 1948. | 1953. | 1961. | 1971. | 1981. | 1991. | 2002. |
| ----------------- | ----- | ----- | ----- | ----- | ----- | ----- | ----- |
| Број домаћинстава | 177   | 187   | 194   | 203   | 208   | 211   | 213   |

| Број чланова      | 1  | 2  | 3  | 4  | 5  | 6  | 7 | 8 | 9 | 10 и више | Просек |
| ----------------- | -- | -- | -- | -- | -- | -- | - | - | - | --------- | ------ |
| Број домаћинстава | 38 | 41 | 38 | 33 | 29 | 20 | 9 | 3 | 2 | 0         | 3,46   |

| Пол    | Укупно | Неожењен/Неудата | Ожењен/Удата | Удовац/Удовица | Разведен/Разведена | Непознато |
| ------ | ------ | ---------------- | ------------ | -------------- | ------------------ | --------- |
| Мушки  | 326    | 90               | 196          | 32             | 4                  | 4         |
| Женски | 300    | 30               | 197          | 66             | 2                  | 5         |
| УКУПНО | 626    | 120              | 393          | 98             | 6                  | 9         |

| Пол    | Укупно                    | Пољопривреда, лов и шумарство | Рибарство                            | Вађење руде и камена | Прерађивачка индустрија       |
| ------ | ------------------------- | ----------------------------- | ------------------------------------ | -------------------- | ----------------------------- |
| Мушки  | 303                       | 286                           | 0                                    | 1                    | 10                            |
| Женски | 234                       | 224                           | 0                                    | 0                    | 6                             |
| УКУПНО | 537                       | 510                           | 0                                    | 1                    | 16                            |
| Пол    | Производња и снабдевање   | Грађевинарство                | Трговина                             | Хотели и ресторани   | Саобраћај, складиштење и везе |
| Мушки  | 0                         | 1                             | 0                                    | 1                    | 1                             |
| Женски | 0                         | 0                             | 2                                    | 0                    | 0                             |
| УКУПНО | 0                         | 1                             | 2                                    | 1                    | 1                             |
| Пол    | Финансијско посредовање   | Некретнине                    | Државна управа и одбрана             | Образовање           | Здравствени и социјални рад   |
| Мушки  | 0                         | 0                             | 0                                    | 1                    | 0                             |
| Женски | 0                         | 0                             | 0                                    | 0                    | 0                             |
| УКУПНО | 0                         | 0                             | 0                                    | 1                    | 0                             |
| Пол    | Остале услужне активности | Приватна домаћинства          | Екстериторијалне организације и тела | Непознато            | Непознато                     |
| Мушки  | 0                         | 0                             | 0                                    | 2                    | 2                             |
| Женски | 0                         | 0                             | 0                                    | 2                    | 2                             |
| УКУПНО | 0                         | 0                             | 0                                    | 4                    | 4                             |